# Villamana
Villamana es una localidad perteneciente al municipio de Fiscal, en la provincia de Huesca, comunidad autónoma de Aragón, España. Se encuentra actualmente deshabitada.
- Datos: Q13050437